# Born Pink World Tour
Born Pink World Tour es el nombre de la segunda gira mundial de conciertos del grupo surcoreano Blackpink, la cual recorrió Asia, Norteamérica, Europa y Oceanía en 66 fechas, comenzó en el Olympic Gymnastics Arena de Seúl el 15 de octubre de 2022 y finalizó en el Gocheok Sky Dome de Seúl el 17 de septiembre de 2023. La gira se enmarcaba en el lanzamiento de su segundo álbum de estudio titulado Born Pink (2022).

## Antecedentes
El 28 de abril de 2022, medios surcoreanos actualizaron la información reportando el regreso musical de Blackpink con su futuro nuevo álbum para aproximadamente julio de 2022, donde aseguraron además que estarían confirmadas una serie de fechas de conciertos y giras para los distintos grupos pertenecientes a YG Entertainment, sello discográfico de la agrupación, tanto para ellas como para los grupos masculinos Big Bang, iKon y Winner.
El 19 de mayo de 2022, el medio surcoreano JTBC Newsroom informó que Blackpink tendría su próximo lanzamiento musical en el tercer trimestre del año, tras encontrarse inactivas durante casi dos años después del lanzamiento de su primer álbum de estudio The Album. «Se espera que Blackpink regrese en el tercer trimestre y comience una gira en el cuarto trimestre», señaló Hyein Lee, investigadora de Yuanta Securities.
El 31 de julio de 2022, la compañía lanzó sorpresivamente un vídeo promocional bajo el título de Born Pink, anunciando de manera definitiva el lanzamiento de un sencillo de prelanzamiento en agosto, su nuevo álbum titulado Born Pink en septiembre y el inicio de una nueva gira mundial a partir de octubre de 2022.

## Producción

Países visitados en su gira mundial.

El 8 de agosto de 2022, fueron publicadas una primera serie de fechas confirmadas para la nueva gira musical mundial del grupo, que llevaría por nombre Born Pink World Tour, en el que se informaron 36 fechas de presentación en 26 ciudades, entre Asia, Norteamérica, Europa y Oceanía, comenzando el 15 de octubre de 2022 en Seúl, Corea del Sur, dejando a la espera un segundo anuncio con nuevas fechas por confirmar. «Diseñamos y planificamos no solo la gira en domos cubiertos (arenas), sino también en estadios», señaló YG Entertainment.
El 6 de septiembre de 2022, YG Entertainment confirmó los recintos para todas las presentaciones de la gira a realizarse en Norteamérica y Europa, incorporando un nuevo concierto en la ciudad de Copenhague, Dinamarca, para el día 15 de diciembre de 2022.
El 14 de septiembre de 2022, la agencia informó tres nuevas fechas que se sumarían a las 37 ya confirmadas, agregando un segundo concierto en las ciudades estadounidenses de Dallas, Houston y Atlanta para los días 26 y 30 de octubre y 3 de noviembre, respectivamente. En los dos días siguientes se anunciaron dos nuevas segundas fechas, tanto para la ciudad de Los Ángeles, programada para el 20 de noviembre, como para Berlín el 20 de diciembre de 2022.
El 28 de octubre de 2022, fueron confirmados los recintos de las presentaciones en Asia, además de sumar tres nuevas fechas de conciertos, sumando una segunda fecha a Hong Kong, Yakarta y Manila.
En entrevista para el medio surcoreano Newsen el 15 de septiembre de 2022, Rosé señaló que «Estamos muy ocupadas, pero también es muy gratificante. Ver a nuestros fanes felices cada vez que se lanzan una a una las cosas que hemos preparado, me da fuerza y siento que estoy recuperando más energía. Habrá muchos escenarios que se darán a conocer por primera vez en este tour. Ha pasado mucho tiempo desde que tuvimos una gira mundial, por lo que las miembros y el personal están trabajando duro para prepararse».

«Ha pasado un tiempo desde nuestra primera gira mundial. La emoción de encontrarnos con Blinks (nombre de los fanes del grupo) en todo el mundo crece día a día. Hay muchos cambios porque seguimos probando cosas nuevas. No puedo decirlo ahora, pero estoy preparando una linda sorpresa que ustedes esperarán y nuevas etapas que ni siquiera pueden imaginar, así que esperamos que vengan y lo vean con sus propios ojos y lo disfruten».
Lisa en entrevista para Newsen.

El 11 de octubre de 2022, a cuatro días de la primera presentación del grupo en el Arena de Gimnasia Olímpica de Seúl, se informó que «la implementación de sonido óptima y la composición de la lista de canciones se han diseñado cuidadosamente para garantizar la perfección. El equipo de producción que trabaja en la realización del concierto, ha creado presentaciones para estrellas pop de clase mundial como Lady Gaga, Ariana Grande, Justin Bieber, Dua Lipa y Childish Gambino. Ellos participan en todas las áreas, como el diseño de escenarios, la dirección de escenarios y la producción de videos, lo que hace esperar una escala abrumadora del escenario, para una actuación espléndida digna del estatus de Blackpink como el mejor grupo del mundo».
El 9 de enero de 2023 se anunció la incorporación de cuatro nuevas fechas confirmadas de la gira, sumando una presentación más a Kaohsiung, otra a Singapur y dos fechas nuevas en la Región de Macao. El 31 de enero se sumó a Ciudad de México como un nuevo destino de la gira para el día 26 de abril de 2023. Luego, el 22 de febrero de 2023 se informaron dos nuevas fechas de presentaciones en Bangkok, para los días 27 y 28 de mayo de 2023.
El 23 de marzo de 2023, fue anunciado un segundo concierto a realizarse en París el 15 de julio de 2023, esta vez en el Stade de France con capacidad para 90,000 espectadores. Posteriormente, el 16 de abril se anunciaron cuatro nuevos conciertos a realizarse en los Estados Unidos los días 12, 18, 22 y 26 de agosto de 2023, en cuatro de los estadios más grandes del país, como son el MetLife Stadium, el Allegiant Stadium, el Oracle Park y el Dodger Stadium. El 26 de junio de 2023 se agregó una presentación doble en el Mỹ Đình National Stadium en Hanói, Vietnam, para el 29 y 30 de julio. Finalmente, el 16 de agosto se anunció el cierre de la gira mundial incorporando dos nuevas fechas en Seúl, para los días 16 y 17 de septiembre de 2023.

## Sinopsis del concierto de apertura en Seúl
Tras casi cuatro años desde su último concierto en Seúl el 11 de noviembre de 2018 en el inicio de la gira Blackpink World Tour (In Your Area), el grupo presentaba gran parte de sus nuevas canciones por primera vez en vivo, después del lanzamiento tanto de The Album como de Born Pink. El espectáculo, realizado en el Arena de Gimnasia Olímpica, comenzó con «How You Like That» y «Pretty Savage», con las miembros vestidas con trajes marfil personalizados con siluetas y estampados de inspiración asiática. «Se siente raro actuar frente a nuestros Blinks después de tanto tiempo. Me siento nerviosa, emocional y emocionada», señaló Rosé.
«Ha pasado tanto tiempo desde que actuamos frente a tantos de nuestros Blinks. Estoy tan feliz de ver no solo a nuestros Blinks coreanos sino también a Blinks del extranjero», dijo Lisa, llorando. «Es muy significativo comenzar nuestra gira en Seúl. Cometimos algunos errores debido a los nervios ya que han pasado cuatro años, pero espero que aún así se puedan divertir», agregó Jisoo.
En medio del espectáculo, Jennie presentó a la banda en vivo del grupo, y el resto del espectáculo tuvo nuevos ritmos de batería y riffs de guitarra para agregar a la atmósfera del concierto. Jennie compartió que prepararse para el Born Pink World Tour fue una de sus experiencias más agitadas, pero «ver todos los Blinks ante mis ojos hace que todo valga la pena». Jisoo interpretó una versión de «Liar» de Camila Cabello, con una completa rutina de baile. En lugar de interpretar su sencillo como solista «Solo», Jennie optó por interpretar una canción inédita que recordó a su vídeo interpretativo de baile para Tamburins, titulada «I Love U & Me». «Quería mostrarles a todos algo nuevo, es posible que se hayan sorprendido un poco», dijo con una sonrisa.
Luego Rosé interpretó su nueva canción en solitario «Hard to Love» antes de cambiar el ritmo para presentar «On the Ground», y Lisa subió la temperatura con una rutina de pole dance para su actuación en solitario. «La vi practicar pole dance a través del dolor. Es mucho más difícil de lo que parece», dijo Jennie sobre Lisa.
Al final del espectáculo, hubo un evento preparado en el que todo el lugar resonaba con los fanes cantando una estrofa de «Forever Young». En comparación con la primera gira del grupo, el show se sintió significativamente más completo que el anterior gracias a su discografía ampliada.
Al concierto asistieron diversas personalidades del mundo de la música y la televisión de Corea del Sur, donde destacan las cantantes tailandesas Minnie de (G)I-dle y Sorn, Hyeri de Girl's Day, Bona de WJSN, Lee Seung-hoon de Winner, Nayeon, Jihyo y Mina de Twice, y los actores Park Bo-gum y Jung Hae-in.

## Lista de canciones
| Seúl (KSPO Dome) |
| --- |
| 1. «How You Like That» 2. «Pretty Savage» 3. «Whistle» 4. «Don't Know What To Do» 5. «Lovesick Girls» 6. «Kill This Love» 7. «Crazy Over You» 8. «Playing With Fire» 9. «Tally» 10. «Pink Venom» + Dance Break 11. «Liar» Solo de Jisoo 12. «You & Me» - Solo de Jennie 13. «Hard to Love / On the Ground» - Solo de Rosé 14. «Lalisa / Money» - Solo de Lisa 15. «Shut Down» 16. «Typa Girl» 17. «Ddu-Du Ddu-Du» + Dance Break 18. «Forever Young» Encore 1. «Boombayah» 2. «Yeah Yeah Yeah» 3. «Stay» Remix 4. «As If It's Your Last» |

| Dallas |
| --- |
| 1. «How You Like That» 2. «Pretty Savage» 3. «Whistle» 4. «Don't Know What To Do» 5. «Lovesick Girls» 6. «Kill This Love» 7. «Crazy Over You» 8. «Playing With Fire» 9. «Tally» 10. «Pink Venom» + Dance Break 11. «Liar» Solo de Jisoo 12. «You & Me» - Solo de Jennie 13. «Hard to Love / On the Ground» - Solo de Rosé 14. «Lalisa / Money» - Solo de Lisa 15. «Shut Down» 16. «Typa Girl» 17. «Ddu-Du Ddu-Du» + Dance Break 18. «Forever Young» Encore 1. «Boombayah» 2. «Yeah Yeah Yeah» 3. «As If It's Your Last» |

| Houston, Atlanta, Toronto, Chicago, Nueva York (Prudential Center), Los Ángeles (BMO Stadium), Londres, Copenhague, Berlín, Bangkok (National Stadium), Hong Kong, Riad, Abu Dabi, Kuala Lumpur, Yakarta, Kaohsiung y Manila |
| --- |
| 1. «How You Like That» 2. «Pretty Savage» 3. «Whistle» 4. «Don't Know What To Do» 5. «Lovesick Girls» 6. «Kill This Love» 7. «Crazy Over You» 8. «Playing With Fire» 9. «Tally» 10. «Pink Venom» + Dance Break 11. «Liar» Solo de Jisoo 12. «You & Me» - Solo de Jennie 13. «Hard to Love / On the Ground» - Solo de Rosé 14. «Lalisa / Money» - Solo de Lisa 15. «Shut Down» 16. «Typa Girl» 17. «Ddu-Du Ddu-Du» + Dance Break 18. «Forever Young» Encore 1. «Yeah Yeah Yeah» 2. «Stay» 3. «As If It's Your Last» |

| Barcelona, Colonia y París (Accor Arena) |
| --- |
| 1. «How You Like That» 2. «Pretty Savage» 3. «Whistle» 4. «Don't Know What To Do» 5. «Lovesick Girls» 6. «Kill This Love» 7. «Crazy Over You» 8. «Playing With Fire» 9. «Tally» 10. «Pink Venom» + Dance Break 11. «Liar» Solo de Jisoo 12. «You & Me» - Solo de Jennie 13. «Hard to Love / On the Ground» - Solo de Rosé 14. «Lalisa / Money» - Solo de Lisa 15. «Shut Down» 16. «Typa Girl» 17. «Ddu-Du Ddu-Du» + Dance Break 18. «Forever Young» Encore 1. «Yeah Yeah Yeah» 2. «Stay» 3. «Boombayah» 4. «As If It's Your Last» |

| Ámsterdam |
| --- |
| 1. «How You Like That» 2. «Pretty Savage» 3. «Whistle» 4. «Don't Know What To Do» 5. «Lovesick Girls» 6. «Kill This Love» 7. «Crazy Over You» 8. «Playing With Fire» 9. «Tally» 10. «Pink Venom» + Dance Break 11. «Liar» Solo de Jisoo 12. «You & Me» - Solo de Jennie 13. «Hard to Love / On the Ground» - Solo de Rosé 14. «Lalisa / Money» - Solo de Lisa 15. «Shut Down» 16. «Typa Girl» 17. «Ddu-Du Ddu-Du» + Dance Break 18. «Forever Young» Encore 1. «Last Christmas» (cover de Wham!) 2. «Stay» Remix 3. «As If It's Your Last» |

| Tokio |
| --- |
| 1. «How You Like That» 2. «Pretty Savage» 3. «Whistle» 4. «Don't Know What To Do» 5. «Lovesick Girls» 6. «Kill This Love» 7. «Crazy Over You» 8. «Playing With Fire» 9. «Tally» 10. «Pink Venom» + Dance Break 11. «Flower» Solo de Jisoo 12. «You & Me» - Solo de Jennie 13. «Hard to Love / On the Ground» - Solo de Rosé 14. «Lalisa / Money» - Solo de Lisa 15. «Shut Down» 16. «Typa Girl» 17. «Ddu-Du Ddu-Du» + Dance Break 18. «Forever Young» Encore 1. «Yeah Yeah Yeah» 2. «Stay» 3. «As If It's Your Last» |

| Coachella |
| --- |
| 1. «Pink Venom» 2. «Kill This Love 3. «How You Like That» 4. «Pretty Savage» 5. «Kick It» 6. «Whistle» 7. «You & Me (Coachella ver.)» - Solo de Jennie 8. «Flower» Solo de Jisoo 9. «Gone / On the Ground» (Coachella ver.) - Solo de Rosé 10. «Money» (Coachella ver.) - Solo de Lisa 11. «Boombayah» 12. «Lovesick Girls» 13. «Playing With Fire» 14. «Typa Girl» (Coachella ver.) 15. «Shut Down» 16. «Tally» 17. «Ddu-Du Ddu-Du» + Dance Break 18. «Forever Young» |

| Ciudad de México, Singapur y Macao |
| --- |
| 1. «How You Like That» 2. «Pretty Savage» 3. «Whistle» 4. «Don't Know What To Do» 5. «Lovesick Girls» 6. «Kill This Love» 7. «Crazy Over You» 8. «Stay» 9. «Tally» 10. «Pink Venom» + Dance Break 11. «Flower» Solo de Jisoo 12. «You & Me» - Solo de Jennie 13. «Hard to Love / On the Ground» - Solo de Rosé 14. «Lalisa / Money» - Solo de Lisa 15. «Shut Down» 16. «Typa Girl» 17. «Ddu-Du Ddu-Du» + Dance Break 18. «Forever Young» Encore 1. «Boombayah» 2. «As If It's Your Last» |

| Bangkok (Rajamangala Stadium) |
| --- |
| 1. «How You Like That» 2. «Pretty Savage» 3. «Whistle» 4. «Don't Know What To Do» 5. «Lovesick Girls» 6. «Kill This Love» 7. «Crazy Over You» 8. «Stay» 9. «Tally» 10. «Pink Venom» + Dance Break 11. «Flower» Solo de Jisoo 12. «You & Me (Coachella ver.)» - Solo de Jennie 13. «Gone / On the Ground» (Coachella ver.) - Solo de Rosé 14. «Money» (Coachella ver.) - Solo de Lisa 15. «Shut Down» 16. «Typa Girl» 17. «Ddu-Du Ddu-Du» + Dance Break 18. «Forever Young» Encore 1. «Boombayah» 2. «Ddu-Du Ddu-Du» (Remix) 3. «As If It's Your Last» |

| Osaka |
| --- |
| 1. «How You Like That» 2. «Pretty Savage» 3. «Whistle» 4. «Don't Know What To Do» 5. «Lovesick Girls» 6. «Kill This Love» 7. «Crazy Over You» 8. «Stay» 9. «Tally» 10. «Pink Venom» + Dance Break 11. «Flower» Solo de Jisoo 12. «You & Me (Coachella ver.)» - Solo de Jennie 13. «Gone / On the Ground» (Coachella ver.) - Solo de Rosé 14. «Money» (Coachella ver.) - Solo de Lisa 15. «Shut Down» 16. «Typa Girl» 17. «Ddu-Du Ddu-Du» + Dance Break 18. «Forever Young» Encore 1. «Yeah Yeah Yeah» 2. «As If It's Your Last» |

| Melbourne y Sidney |
| --- |
| 1. «How You Like That» 2. «Pretty Savage» 3. «Whistle» 4. «Don't Know What To Do» 5. «Lovesick Girls» 6. «Kill This Love» 7. «Crazy Over You» 8. «Stay» 9. «Tally» 10. «Pink Venom» + Dance Break 11. «Flower» Solo de Jisoo 12. «You & Me (Coachella ver.)» - Solo de Jennie 13. «Gone / On the Ground» (Coachella ver.) - Solo de Rosé 14. «Money» (Coachella ver.) - Solo de Lisa 15. «Shut Down» 16. «Typa Girl» 17. «Ddu-Du Ddu-Du» + Dance Break 18. «Forever Young» Encore 1. «Boombayah» 2. «As If It's Your Last» |

| Hyde Park |
| --- |
| 1. «Pink Venom» 2. «How You Like That» 3. «Pretty Savage» 4. «Kick It» 5. «Whistle» 6. «You & Me (Coachella ver.) / Solo» - Solo de Jennie 7. «Flower» Solo de Jisoo 8. «Gone / On the Ground» (BST Hyde Park ver.) - Solo de Rosé 9. «Money» (BST Hyde Park ver.) - Solo de Lisa 10. «Boombayah» 11. «Lovesick Girls» 12. «Playing With Fire» 13. «Typa Girl» (Coachella ver.) 14. «Shut Down» 15. «Tally» 16. «Ddu-Du Ddu-Du» + Dance Break 17. «Forever Young» |

| París (Stade de France) |
| --- |
| 1. «Pink Venom» 2. «How You Like That» 3. «Pretty Savage» 4. «Kick It» 5. «Whistle» 6. «You & Me (Coachella ver.) / Solo» - Solo de Jennie 7. «Flower» Solo de Jisoo 8. «Gone / On the Ground» (BST Hyde Park ver.) - Solo de Rosé 9. «Money» (BST Hyde Park ver.) - Solo de Lisa 10. «Boombayah» 11. «Lovesick Girls» 12. «Playing With Fire» 13. «Typa Girl» (Coachella ver.) 14. «Shut Down» 15. «Tally» 16. «Ddu-Du Ddu-Du» + Dance Break 17. «Forever Young» Encore 1. «Yeah Yeah Yeah» 2. «Stay» 3. «As If It's Your Last» |

| Hanói |
| --- |
| 1. «How You Like That» 2. «Pretty Savage» 3. «Whistle» 4. «Don't Know What To Do» 5. «Lovesick Girls» 6. «Kill This Love» 7. «Crazy Over You» 8. «Stay» 9. «Really» 10. «Pink Venom» + Dance Break 11. «Flower» Solo de Jisoo 12. «You & Me (Coachella ver.) / Solo» - Solo de Jennie 13. «Hard to Love / On the Ground» (BST Hyde Park ver.) - Solo de Rosé 14. «Money» (BST Hyde Park ver.) - Solo de Lisa 15. «Shut Down» 16. «Typa Girl» 17. «Ddu-Du Ddu-Du» + Dance Break 18. «Forever Young» Encore 1. «Boombayah» 2. «As If It's Your Last» |

| Nueva York (MetLife Stadium) |
| --- |
| 1. «Pink Venom» 2. «How You Like That» 3. «Pretty Savage» 4. «Kick It» 5. «Whistle» 6. «You & Me (Coachella ver.) / Solo» - Solo de Jennie 7. «All Eyes On Me / Flower» Solo de Jisoo 8. «Gone / On the Ground» (BST Hyde Park ver.) - Solo de Rosé 9. «Money» (BST Hyde Park ver.) - Solo de Lisa 10. «Boombayah» 11. «Lovesick Girls» 12. «Playing With Fire» 13. «Typa Girl» (Coachella ver.) 14. «Shut Down» 15. «Tally» 16. «Ddu-Du Ddu-Du» + Dance Break 17. «Forever Young» Encore 1. «Stay» 2. «Yeah Yeah Yeah» 3. «As If It's Your Last» |

| Las Vegas |
| --- |
| 1. «Pink Venom» 2. «How You Like That» 3. «Pretty Savage» 4. «Kick It» 5. «Whistle» 6. «You & Me (Coachella ver.) / Solo» - Solo de Jennie 7. «All Eyes On Me / Flower» Solo de Jisoo 8. «Gone / On the Ground» (BST Hyde Park ver.) - Solo de Rosé 9. «Money» (BST Hyde Park ver.) - Solo de Lisa 10. «Boombayah» 11. «Lovesick Girls» 12. «Playing With Fire» 13. «Typa Girl» (Coachella ver.) 14. «Shut Down» 15. «Don't Know What To Do» 16. «Tally» 17. «Ddu-Du Ddu-Du» + Dance Break 18. «Forever Young» Encore 1. «Stay» 2. «Yeah Yeah Yeah» 3. «As If It's Your Last» |

| San Francisco |
| --- |
| 1. «Pink Venom» 2. «How You Like That» 3. «Pretty Savage» 4. «Kick It» 5. «Whistle» 6. «You & Me (Coachella ver.) / Solo» - Solo de Jennie 7. «All Eyes On Me / Flower» Solo de Jisoo 8. «Gone / On the Ground» (BST Hyde Park ver.) - Solo de Rosé 9. «Money» (BST Hyde Park ver.) - Solo de Lisa 10. «Boombayah» 11. «Lovesick Girls» 12. «Playing With Fire» 13. «Typa Girl» (Coachella ver.) 14. «Shut Down» 15. «Don't Know What To Do» 16. «Tally» 17. «Ddu-Du Ddu-Du» + Dance Break 18. «Forever Young» Encore 1. «Stay» 2. «As If It's Your Last» |

| Los Ángeles (Dodger Stadium) |
| --- |
| 1. «Pink Venom» 2. «How You Like That» 3. «Pretty Savage» 4. «Kick It» 5. «Whistle» 6. «Solo (Remix)» - Solo de Jennie 7. «All Eyes On Me / Flower» Solo de Jisoo 8. «Gone / On the Ground» (BST Hyde Park ver.) - Solo de Rosé 9. «Money» (BST Hyde Park ver.) - Solo de Lisa 10. «Boombayah» 11. «Lovesick Girls» 12. «Playing With Fire» 13. «Typa Girl» (Coachella ver.) 14. «Shut Down» 15. «Don't Know What To Do» 16. «Tally» 17. «Ddu-Du Ddu-Du» + Dance Break 18. «Forever Young» Encore 1. «Stay» Remix 2. «As If It's Your Last» |

| Seúl (Gocheok Sky Dome) |
| --- |
| 1. «Pink Venom» 2. «How You Like That» 3. «Pretty Savage» 4. «Kick It» 5. «Whistle» 6. «Solo / You & Me (Coachella ver.)» - Solo de Jennie 7. «Gone / On the Ground» (BST Hyde Park ver.) - Solo de Rosé 8. «All Eyes On Me / Flower» Solo de Jisoo 9. «Money» (BST Hyde Park ver.) - Solo de Lisa 10. «Kill This Love» 11. «Lovesick Girls» 12. «Playing With Fire» 13. «Typa Girl» (Coachella ver.) 14. «Shut Down» 15. «Don't Know What To Do» 16. «Tally» 17. «Ddu-Du Ddu-Du» + Dance Break 18. «Forever Young» Encore 1. «Stay» 2. «Boombayah» 3. «Yeah Yeah Yeah» 4. «As If It's Your Last» |

## Notas

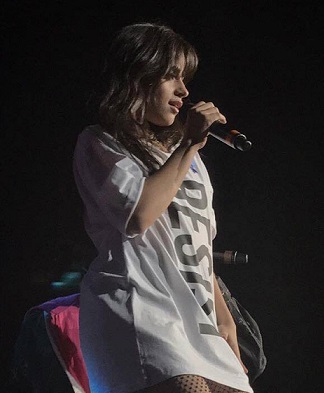
Camila Cabello interpretó «Liar» junto a Jisoo en Los Ángeles.

## Fechas
| Fecha                        | Ciudad           | País                   | Recinto                          | Asistencia        | Recaudación  |
| ---------------------------- | ---------------- | ---------------------- | -------------------------------- | ----------------- | ------------ |
| Corea del Sur - Etapa I      |                  |                        |                                  |                   |              |
| 15 de octubre de 2022        | Seúl             | Corea del Sur          | Arena de Gimnasia Olímpica       | 20,060 / 20,060   | $2,321,471   |
| 16 de octubre de 2022        | Seúl             | Corea del Sur          | Arena de Gimnasia Olímpica       | 20,060 / 20,060   | $2,321,471   |
| Norteamérica - Etapa II      |                  |                        |                                  |                   |              |
| 25 de octubre de 2022        | Dallas           | Estados Unidos         | American Airlines Center         | 23,528 / 23,528   | $6,181,742   |
| 26 de octubre de 2022        | Dallas           | Estados Unidos         | American Airlines Center         | 23,528 / 23,528   | $6,181,742   |
| 29 de octubre de 2022        | Houston          | Estados Unidos         | Toyota Center                    | 23,480 / 23,480   | $6,107,595   |
| 30 de octubre de 2022        | Houston          | Estados Unidos         | Toyota Center                    | 23,480 / 23,480   | $6,107,595   |
| 2 de noviembre de 2022       | Atlanta          | Estados Unidos         | State Farm Arena                 | 23,434 / 23,434   | $6,012,820   |
| 3 de noviembre de 2022       | Atlanta          | Estados Unidos         | State Farm Arena                 | 23,434 / 23,434   | $6,012,820   |
| 6 de noviembre de 2022       | Toronto          | Canadá                 | FirstOntario Centre              | 23,990 / 23,990   | $4,478,470   |
| 7 de noviembre de 2022       | Toronto          | Canadá                 | FirstOntario Centre              | 23,990 / 23,990   | $4,478,470   |
| 10 de noviembre de 2022      | Chicago          | Estados Unidos         | United Center                    | 25,582 / 25,582   | $6,745,781   |
| 11 de noviembre de 2022      | Chicago          | Estados Unidos         | United Center                    | 25,582 / 25,582   | $6,745,781   |
| 14 de noviembre de 2022      | Nueva York       | Estados Unidos         | Prudential Center                | 23,928 / 23,928   | $6,595,517   |
| 15 de noviembre de 2022      | Nueva York       | Estados Unidos         | Prudential Center                | 23,928 / 23,928   | $6,595,517   |
| 19 de noviembre de 2022      | Los Ángeles      | Estados Unidos         | Banc of California Stadium       | 46,295 / 46,295   | $15,346,966  |
| 20 de noviembre de 2022      | Los Ángeles      | Estados Unidos         | Banc of California Stadium       | 46,295 / 46,295   | $15,346,966  |
| Europa - Etapa III           |                  |                        |                                  |                   |              |
| 30 de noviembre de 2022      | Londres          | Reino Unido            | The O2 Arena                     | 35,440 / 35,440   | $5,755,155   |
| 1 de diciembre de 2022       | Londres          | Reino Unido            | The O2 Arena                     | 35,440 / 35,440   | $5,755,155   |
| 5 de diciembre de 2022       | Barcelona        | España                 | Palau Sant Jordi                 | 17,208 / 17,208   | $2,398,563   |
| 8 de diciembre de 2022       | Colonia          | Alemania               | Lanxess Arena                    | 15,899 / 15,899   | $2,705,360   |
| 11 de diciembre de 2022      | París            | Francia                | Accor Arena                      | 30,731 / 30,731   | $4,773,771   |
| 12 de diciembre de 2022      | París            | Francia                | Accor Arena                      | 30,731 / 30,731   | $4,773,771   |
| 15 de diciembre de 2022      | Copenhague       | Dinamarca              | Royal Arena                      | 15,525 / 15,525   | $2,270,370   |
| 19 de diciembre de 2022      | Berlín           | Alemania               | Mercedes-Benz Arena              | 26,638 / 26,638   | $4,707,247   |
| 20 de diciembre de 2022      | Berlín           | Alemania               | Mercedes-Benz Arena              | 26,638 / 26,638   | $4,707,247   |
| 22 de diciembre de 2022      | Ámsterdam        | Países Bajos           | Ziggo Dome                       | 14,641 / 14,641   | $2,268,488   |
| Asia - Etapa IV              |                  |                        |                                  |                   |              |
| 7 de enero de 2023           | Bangkok          | Tailandia              | National Stadium                 | 66,211 / 66,211   | $12,393,129  |
| 8 de enero de 2023           | Bangkok          | Tailandia              | National Stadium                 | 66,211 / 66,211   | $12,393,129  |
| 13 de enero de 2023          | Hong Kong        | Hong Kong              | AsiaWorld-Arena                  | 32,312 / 32,312   | $8,270,805   |
| 14 de enero de 2023          | Hong Kong        | Hong Kong              | AsiaWorld-Arena                  | 32,312 / 32,312   | $8,270,805   |
| 15 de enero de 2023          | Hong Kong        | Hong Kong              | AsiaWorld-Arena                  | 32,312 / 32,312   | $8,270,805   |
| 20 de enero de 2023          | Riad             | Arabia Saudita         | BLVD International Festival Site | 26,578 / 26,578   | $4,152,317   |
| 28 de enero de 2023          | Abu Dabi         | Emiratos Árabes Unidos | Etihad Park                      | 22,209 / 22,209   | $3,121,659   |
| Asia y México - Etapa V      |                  |                        |                                  |                   |              |
| 4 de marzo de 2023           | Kuala Lumpur     | Malasia                | National Stadium Bukit Jalil     | 62,642 / 62,642   | $9,130,608   |
| 11 de marzo de 2023          | Yakarta          | Indonesia              | Gelora Bung Karno Stadium        | 113,740 / 113,740 | $17,199,546  |
| 12 de marzo de 2023          | Yakarta          | Indonesia              | Gelora Bung Karno Stadium        | 113,740 / 113,740 | $17,199,546  |
| 18 de marzo de 2023          | Kaohsiung        | Taiwán                 | National Stadium                 | 101,096 / 101,096 | $14,182,363  |
| 19 de marzo de 2023          | Kaohsiung        | Taiwán                 | National Stadium                 | 101,096 / 101,096 | $14,182,363  |
| 25 de marzo de 2023          | Manila           | Filipinas              | Philippine Arena                 | 92,720 / 92,720   | $14,174,292  |
| 26 de marzo de 2023          | Manila           | Filipinas              | Philippine Arena                 | 92,720 / 92,720   | $14,174,292  |
| 8 de abril de 2023           | Tokio            | Japón                  | Tokyo Dome                       | 100,809 / 100,809 | $11,105,817  |
| 9 de abril de 2023           | Tokio            | Japón                  | Tokyo Dome                       | 100,809 / 100,809 | $11,105,817  |
| 26 de abril de 2023          | Ciudad de México | México                 | Foro Sol                         | 113,498 / 113,498 | $19,978,283  |
| 27 de abril de 2023          | Ciudad de México | México                 | Foro Sol                         | 113,498 / 113,498 | $19,978,283  |
| 13 de mayo de 2023           | Singapur         | Singapur               | National Stadium                 | 97,977 / 97,977   | $18,452,183  |
| 14 de mayo de 2023           | Singapur         | Singapur               | National Stadium                 | 97,977 / 97,977   | $18,452,183  |
| 20 de mayo de 2023           | Macao            | Macao                  | Galaxy Arena                     | 23,267 / 23,267   | $7,555,920   |
| 21 de mayo de 2023           | Macao            | Macao                  | Galaxy Arena                     | 23,267 / 23,267   | $7,555,920   |
| 27 de mayo de 2023           | Bangkok          | Tailandia              | Rajamangala National Stadium     | 81,108 / 81,108   | $15,380,701  |
| 28 de mayo de 2023           | Bangkok          | Tailandia              | Rajamangala National Stadium     | 81,108 / 81,108   | $15,380,701  |
| 3 de junio de 2023           | Osaka            | Japón                  | Kyocera Dome Osaka               | 81,996 / 81,996   | $8,675,104   |
| 4 de junio de 2023           | Osaka            | Japón                  | Kyocera Dome Osaka               | 81,996 / 81,996   | $8,675,104   |
| Oceanía - Etapa VI           |                  |                        |                                  |                   |              |
| 10 de junio de 2023          | Melbourne        | Australia              | Rod Laver Arena                  | 23,145 / 23,145   | $4,100,980   |
| 11 de junio de 2023          | Melbourne        | Australia              | Rod Laver Arena                  | 23,145 / 23,145   | $4,100,980   |
| 16 de junio de 2023          | Sídney           | Australia              | Qudos Bank Arena                 | 25,926 / 25,926   | $4,717,576   |
| 17 de junio de 2023          | Sídney           | Australia              | Qudos Bank Arena                 | 25,926 / 25,926   | $4,717,576   |
| Encore y Vietnam - Etapa VII |                  |                        |                                  |                   |              |
| 15 de julio de 2023          | París            | Francia                | Stade de France                  | 52,781 / 52,781   | $9,878,963   |
| 29 de julio de 2023          | Hanói            | Vietnam                | Mỹ Đình National Stadium         | 67,443 / 67,443   | $13,660,064  |
| 30 de julio de 2023          | Hanói            | Vietnam                | Mỹ Đình National Stadium         | 67,443 / 67,443   | $13,660,064  |
| 11 de agosto de 2023         | Nueva York       | Estados Unidos         | MetLife Stadium                  | 96,570 / 96,570   | $17,506,005  |
| 12 de agosto de 2023         | Nueva York       | Estados Unidos         | MetLife Stadium                  | 96,570 / 96,570   | $17,506,005  |
| 18 de agosto de 2023         | Las Vegas        | Estados Unidos         | Allegiant Stadium                | 44,171 / 44,171   | $11,429,130  |
| 22 de agosto de 2023         | San Francisco    | Estados Unidos         | Oracle Park                      | 38,390 / 38,390   | $9,586,128   |
| 26 de agosto de 2023         | Los Ángeles      | Estados Unidos         | Dodger Stadium                   | 48,824 / 48,824   | $13,813,071  |
| 16 de septiembre de 2023     | Seúl             | Corea del Sur          | Gocheok Sky Dome                 | 35,391 / 35,391   | $4,684,163   |
| 17 de septiembre de 2023     | Seúl             | Corea del Sur          | Gocheok Sky Dome                 | 35,391 / 35,391   | $4,684,163   |
| Total:                       | Total:           | Total:                 | Total:                           | 1,815,183         | $331,818,123 |

### Apariciones en festivales
| Fecha               | Ciudad  | País           | Recinto          | Festival                                       |
| ------------------- | ------- | -------------- | ---------------- | ---------------------------------------------- |
| 15 de abril de 2023 | Indio   | Estados Unidos | Empire Polo Club | Festival de Música y Artes de Coachella Valley |
| 22 de abril de 2023 | Indio   | Estados Unidos | Empire Polo Club | Festival de Música y Artes de Coachella Valley |
| 2 de julio de 2023  | Londres | Reino Unido    | Hyde Park        | BST Hyde Park                                  |

## Conciertos pospuestos y/o cancelados

### Cancelados
| Fecha               | Ciudad   | País          | Recinto     | Razones                  |
| ------------------- | -------- | ------------- | ----------- | ------------------------ |
| 21 de junio de 2023 | Auckland | Nueva Zelanda | Spark Arena | Imprevistos de logística |

## Recepción

### Comentarios de la crítica
Rhian Daly del sitio web NME le otorgó cuatro de cinco estrellas a su presentación inicial en Corea del Sur, señalando que «Desde el principio, está claro cuánto se ha invertido en el concierto para que coincida con esa gran etiqueta. No se han escatimado gastos en los videoclips, desde el 'jardín encantado' inicial hasta clips posteriores con temas de ciencia ficción que podrían ser escenas de la propia película de la era espacial del cuarteto. La explosión constante de fuegos artificiales y cañones de confeti agrega picos de drama y emoción a una noche ya emocionante, mientras que la instrumentación en vivo asegura que las canciones golpeen tan fuerte como las imágenes». Daly concluyó diciendo que «muchas de las imágenes y la producción de esta noche ubican a Blackpink en galaxias muy, muy lejanas, ya sea Rosé sentada en la cima de un planeta en la grabación final o la ilustración rosa de Saturno estampada en la pantalla trasera durante 'Playing with Fire'. El grupo tiene muchos meses y shows por todo el mundo para llevar su gira a las alturas astronómicas prometidas. Es cuando están sueltas y divirtiéndose, lo que queda claro cuando saltan en grupo con sus bailarines durante el cierre del set 'As If It's Your Last', que la magia de Blackpink realmente cobra vida».
Carly May Gravley de revista Consequence señaló respecto al primer concierto ofrecido en Dallas, señaló que «Blackpink es conocido por sus éxitos electropop enérgicos y rimbombantes, y su diseño de producción coincidió con esa energía. El espectáculo contó con varios cambios de vestuario, coreografías intrincadas, un coro de bailarines y una banda de acompañamiento de rock completa a la que las chicas agradecieron por su nombre individualmente a la mitad del set... Ese es el tipo de impacto que tiene Blackpink. Es posible que no puedan llenar un estadio completo para una carrera de dos noches en un mercado de medios secundario como Dallas, pero los fanáticos que se presentaron los seguirán hasta los confines del mundo. Y con el alcance ambicioso de esta próxima gira, la banda parece estar contando con eso». Starr Bowenbank para Billboard señaló en su reseña sobre el concierto ofrecido en Newark que «La gira Born Pink de Blackpink muestra que, a pesar de ser un acto mundial de primer nivel, Jennie, Jisoo, Lisa y Rosé mantienen el encanto amoroso que las ha consolidado con una base de fans tan apasionada. Pero no se deje engañar por su dulzura: su talento y poder de estrellas pueden 'cerrar' casi cualquier estadio en el momento en que deciden encenderlo».
Philip Cosores para el medio Uproxx, señaló en su reseña del primer concierto en Los Ángeles que «Mientras que muchos grupos de K-Pop cuentan con más miembros de los que puedes contar con una mano, la naturaleza enfocada de Blackpink permite que cada una de sus miembros se mantenga en el centro de atención y se destaque. Jennie ha sido quizás la presencia más visible en la cultura estadounidense hasta el momento, donde Jisoo tiene la distinción de ser la miembro que aún no ha lanzado un sencillo en solitario, y se siente más arraigada en la herencia coreana. Pero en vivo, son Lisa y Rosé las que más se destacan. Las habilidades de baile de Lisa impresionan por su facilidad, capaz de mantener su radiante sonrisa mientras hace que los movimientos parezcan sin esfuerzo. Rosé, por otro lado, es claramente la vocalista más fuerte del grupo, a menudo manejando los precoros antes de que todo el grupo se una para un estribillo». Ali Shutler para Evening Standard le dio puntuación perfecta en su crítica, donde señaló respecto a su primer concierto en Londres que «Al igual que sus predecesoras de Little Mix y Spice Girls, Blackpink escogió una variedad de géneros familiares para crear algo nuevo y, durante todo el espectáculo, se sintió como si las cuatro artistas continuaran con el legado de poder femenino de larga data del pop... El cuarteto hizo que ser el más grande girl group pareciera el trabajo más fácil del mundo».

### Rendimiento comercial
El 21 de abril de 2023, la agencia internacional Touring Data informó que, con las 26 presentaciones realizadas durante el año 2022, la gira acumuló un total de 366,248 espectadores, generando alrededor de 78,480,521 dólares (aproximadamente 104,8 mil millones de wones). Con esta cifra parcial de su gira, Blackpink se convirtió en el grupo femenino más taquillero del mundo en una sola gira, superando al grupo británico Spice Girls, quienes ganaron 78,2 millones de dólares (104,475 millones de wones) en once presentaciones mundiales en 2019.
El 14 de agosto de 2023 se informó que, tras sus presentaciones en el MetLife Stadium los días 11 y 12 de agosto en Nueva York, el grupo se unió a Beyoncé y a Taylor Swift como las únicas artistas femeninas en lograr espectáculos agotados en dicho recinto, estableciendo además un récord de todos los asientos vendidos durante los dos días consecutivos.
El 20 de septiembre de 2023, tres días después del cierre de la gira en Seúl, YG Entertainment informó que el tour atrajo a una audiencia de 1,8 millones en total, la mayor audiencia para un grupo femenino de K-Pop en la historia, incluidas 55,000 en Seúl, 540,000 en América del Norte, 215,000 en Europa, 900,000 en Asia, 50,000 en Oceanía y 40,000 en Medio Oriente. «Como teníamos que tener en cuenta los diversos entornos y variables de cada país, nos centramos en la esencia de la actuación y dedicamos más de un mes únicamente a la preproducción y el ensayo. Además, las miembros expresaron activamente opiniones sobre todos los aspectos, lo que llevó a que un número importante de personas participaran en la actuación», afirmó la compañía.

## Premios y nominaciones
| Año  | Evento                          | Premio                  | Resultado | Ref.   |
| ---- | ------------------------------- | ----------------------- | --------- | ------ |
| 2024 | Nickelodeon Kids' Choice Awards | Ticket favorito del año | Pendiente | [ 90 ] |

## Personal
| Blackpink - Kim Ji-soo (Jisoo) - Jennie Kim (Jennie) - Roseanne Park (Rosé) - Lalisa Manobal (Lisa) | Bailarinas (Crazy - YGX) - Oh Hyeryeon (Ryeon) - Subin (Bini) - Kim Gahee (Gahee) - Kim Danyoung (Dany) - Park Eunchong (Silvergun) - Kim Eunseon (Sseon) - Park Eunyoung (RarmG) - Yellz | Bailarines (Hitech - YGX) - Kim Byunggon (BK) - Park Sumin (Roki) - Jung Jaeho (Dart Jeong) - Lee Youngsang (YSL) - Willhan - Baekdo - Lark - Sooram | Banda - Omar "The Man" Dominick (Director musical - Bajista) - Bennie Rodgers II (Baterista) - Chuck Gibson (Guitarrista) - Derrick "Yung Wurld" Mcalister (Tecladista) - Brandon Finklea (Protools) |